# 流动取向
聚合物熔体或溶液在流动中，分子链在外力作用下沿流动方向的取向排列行为。在流动中，高分子链由蜷曲缠绕的状态，在外力作用下，通过链段的运动，逐步变为伸展与解缠结状态，同时沿流动的方向取向排列。

## 聚合物在加工过程的流动取向
加工过程聚合物熔体或溶液常常都必须在加工与成型设备的管道和型腔中流动，即剪切流动。剪切流动中，在速度梯度的作用下，卷曲状长链分子逐渐沿流动方向舒展伸直和取向。另一方面，由于熔体温度很高，分子热运动剧烈。故在大分子流动取向的同时必然存在这解取向作用。

### 取向结构分布
熔体流动过程中，取向结构的分布也有一定规律。通常有两种情况：
在等温流动区域，由于管道流动截面小，故管壁处速度梯度最大，紧靠管壁附近的熔体中取向度最高；在非等温流动区域，熔体进入截面尺寸较大的模腔后压力逐渐降低，故熔体中的速度梯度也由浇口出的最大值逐渐降低到料流前沿的最小值。
在非等温区域，模腔截面积大，熔体与温度很低的模壁接触而冷却冻结，故表层取向度较低；次表层靠近冻结层（表层）的熔体仍然流动，粘度高，流动速度梯度大，取向度较大；中心模腔中的熔体速度梯度低，取向度低，又由于温度高，易解取向，最终取向度极低。

### 单轴和双轴取向
如果沿流动方向制品有不变的横截面时，熔体将主要向一个方向流动，故取向主要是单轴的，即单轴取向；如果沿流动方向制品的截面有变化。则会出现向几个方向的同时流动，即取向是双轴的（即平面取向），或更为复杂的。

## 影响流动取向的因素
由于各种原因，聚合物中的结构单元不可能完全取向。结构单元排列方向与流动方向或拉伸方向之间总会形成一定角度α，因此通常用夹角α来度量取向度F的高低。α称为取向角。取向度F的函数表示为：F=1-0.5sin^2α=1-0.5sin^2αm ，αm为平均取向角。

### 温度
温度通过聚合物粘度和松弛时间的作用而影响取向过程，随温度升高聚合物的黏度降低，大分子热运动加剧，松弛时间缩短，在不变应力的下虽然高弹形变与粘性都要增大，但高弹性变增加有限，而粘性形变则能很快的发展，有利于聚合物取向。

### 聚合物结构
流动取向有赖于链段和分子的活动能力。所以聚合物的链结构、链的柔性、分子量和结晶能力等影响取向作用。一般链的结构简单、柔性大、分子量较低的聚合物、链段的活动能力强，粘流活化能低，容易形变和取向。

### 其他
在聚合物中引入其他物质如溶剂或增塑剂等，能降低聚合物的Tg和Tf，使高弹形变活化能减小，松弛时间缩短：同时还能减小体系中的内摩擦，从而使聚合物受力时形变加速，易于取向取向应力和温度都有显著降低。

## 流动取向对聚合物性能的影响
制品中流动方向的力学强度（抗张强度、断裂伸长率、抗冲强度、抗龟裂强度和密度等）高于垂直方向的强度。聚合物取向后其他性能也发生了变化。如随取向度F提高，材料的玻璃花转变温度上升，高度取向和结晶度高的聚合物Tg约可升高二十几度。

## 流动取向的程度的测定方法
流动取向的程度通常用流动双折射方法测定。